# 80. domobranska streljačka bojna Split
80. domobranska streljačka bojna Split, (njemački: k.k. (Dalmatinische) Landwehr Schützen Bataillon "Spalato" Nr. 80), bila je postrojba u sastavu Carskog i kraljevskog domobranstva austro-ugarske vojske.

Bojna se sa 79. zadarskom bojnom i eskadronom dalmatinskih zemaljskih strijelaca istakla u osvajanju Bosne 1878. godine.
Godine 1893. sa 79. zadarskom i novoosnovanim bojnama iz južne Dalmacije, 81. dubrovačkom i 82. kotorskom, prelazi u sastav 23. domobranske pješačke pukovnije "Zadar" te postaje njena druga bojna. 

## Organizacija
- Zapovjedništvo bojne – Split
- 1. satnija – Sinj
- 2. satnija – Sinj
- 3. satnija – Trilj
- 4. satnija – Han Posušje
- Pričuvna satnija – Makarska
- Dopunska satnija – Sinj

## Galerija
- Paradna odora, poručnik dalmatinskog domobranstva   (1869. – 1880.)
- Paradna odora, satnik dalmatinskog domobranstva (1880. – 1890.)
- Paradna odora, satnik domobranstva (1890. – 1908.)
- Borbena odora, vodnik dalmatinskog domobranstva  (prije 1880.)
- Paradna odora, vodnik dalmatinskog domobranstva (1869. – 1893.)
- Borbena odora, vodnik 80. bojne dalmatinskog domobranstva (1880. – 1890.)
- Borbena odora, vodnik 80. bojne dalmatinskog domobranstva (1890. – 1893.)
- Ratna zastava pukovnije
- Naličje ratne zastave